# Shusuke Shimada
Shusuke Shimada (Kanagawa, 10 juli 1976) is een voormalig Japans voetballer.

## Carrière
Shusuke Shimada speelde tussen 1995 en 2000 voor Yokohama Marinos, Yokogawa Electric, Albirex Niigata en Otsuka Pharmaceutical.

## Statistieken
| Japan   | Japan                 | Japan            | League | League | Emperor's Cup | Emperor's Cup | J-League Cup | J-League Cup | Totaal | Totaal |
| Seizoen | Club                  | League           | Wed.   | Goals  | Wed.          | Goals         | Wed.         | Goals        | Wed.   | Goals  |
| ------- | --------------------- | ---------------- | ------ | ------ | ------------- | ------------- | ------------ | ------------ | ------ | ------ |
| 1995    | Yokohama Marinos      | J. League 1      | 1      | 0      | 0             | 0             | -            | -            | 1      | 0      |
| 1996    | Yokohama Marinos      | J. League 1      | 0      | 0      | 0             | 0             | 0            | 0            | 0      | 0      |
| 1997    | Yokogawa Electric     | Regional Leagues |        |        |               |               |              |              |        |        |
| 1998    | Yokogawa Electric     | Regional Leagues |        |        |               |               |              |              |        |        |
| 1999    | Albirex Niigata       | J. League 2      | 24     | 1      | 0             | 0             | 0            | 0            | 24     | 1      |
| 2000    | Otsuka Pharmaceutical | Football League  | 21     | 15     | 2             | 1             | -            | -            | 23     | 16     |
| Totaal  | Totaal                | Totaal           | 46     | 16     | 2             | 1             | 0            | 0            | 48     | 17     |